# فايديد

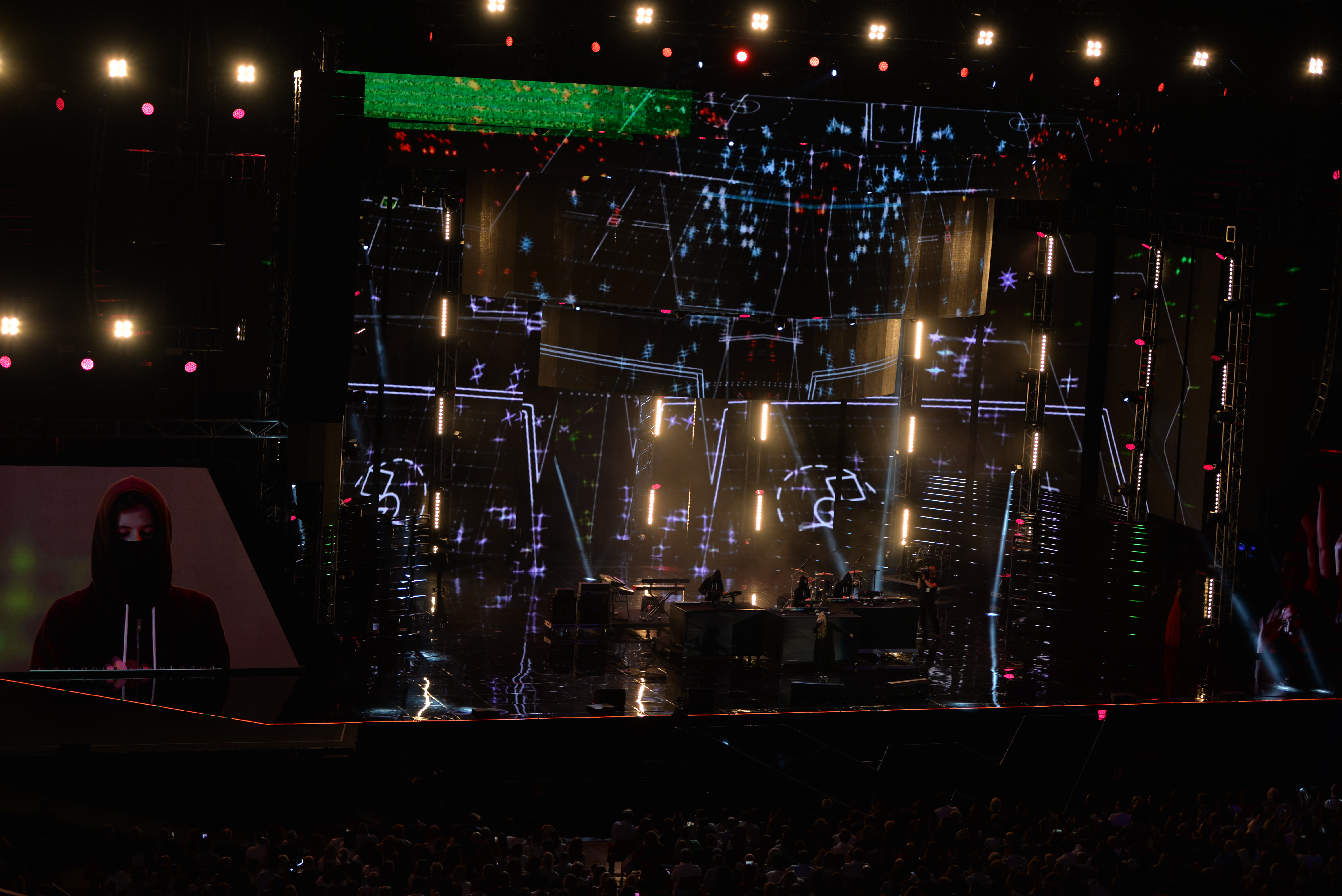
آلان ووكر في حفل توزيع جوائز Wind Music Awards لعام 2016 في ساحة فيرونا

«فايديد» Faded هي أغنية لـAlan Walker أصدرها في 4 ديسمبر 2015، ومنذ إصدارها، أصبحت من أكثر الأغاني مشاهدة على يوتيوب، حيث تجاوز عدد مشاهدين الأغنية 3 مليار، وعدد المعجبين 22 مليون إعجاب على موقع اليوتيوب. حققت أكثر من مليار ونصف مشاهدة، وعلى تطبيق (Spotify)، حصلت على أكثر من 800 مليون استماع. وهي أول أغنية اشتهر بها الـDJ (Alan Walker) عالميا بسببها بعد النجاح الفائق الذي حققته.
ومن أهم عوامل نجاح هذة الأغنية هو الصوت الرائع للمغنية (إيزلين). وتكونت أغلب أغاني (Alan Walker) مع المطربة ذاتها، وذلك بسبب النجاح الذي حققته معه في أول أغنية لهما (faded).
ما زالت أغنية (faded) مجرد (single)، ولم تُضم إلى أي ألبوم، وذلك بسبب أن (Alan Walker) لم يقرر أن يعمل على ألبوم كامل حتي عام 2018، حيث طرح ألبومه الأول عالم مختلف، وضمت له الأغنية.
تعاون على كتابة كلمات هذة الأغنية أكثر من 3 أشخاص، ومن بينهم صاحب الأغنية (ALAN walker)، وتعتبر من نوع (house) و (progressive house).

## وصلات خارجية
- فايديد على موقع أول موفي (الإنجليزية)